# Slåttsjön (Lillhärdals socken, Härjedalen)
Slåttsjön är en sjö i Härjedalens kommun i Härjedalen och ingår i Dalälvens huvudavrinningsområde.